# TotalBiscuit
John Peter Bain (8 de julho de 1984 – 24 de maio de 2018), conhecido como TotalBiscuit (ou, também, The Cynical Brit), foi um comentarista e crítico de jogos eletrônicos no YouTube. Ele era conhecido por seu trabalho como narrador profissional de esportes eletrônicos, e também por seu trabalho de comentário em áudio focado em World of Warcraft. De acordo com a Eurogamer, ele obteve grande número de seguidores devido aos seus comentários em vídeo sobre jogos indies recém lançados, e análises sobre notícias relacionadas a jogos. Bain era conhecido por sua forte postura à favor da proteção dos consumidores na indústria dos jogos eletrônicos. 
Em outubro de 2015, Bain anunciou possuir câncer terminal, que posteriormente se espalhou para seu fígado. Bain continuou a produzir conteúdo mesmo após o diagnóstico, anunciando seu afastamento apenas algumas semanas antes de sua morte, em maio de 2018.

## Biografia
De 2005 a 2010, Bain dirigiu a World of Warcraft Radio, uma estação de rádio popular entre fãs de World of Warcraft que chegou a receber reconhecimento especial da Blizzard Entertainment, a desenvolvedora e publicadora do jogo. Bain foi convidado para fornecer cobertura da BlizzCon de 2005, evento no qual conheceu sua futura esposa, Genna Bain. Após sair da rádio, Bain criou o CynicalBrit.com, onde publicou conteúdo sobre jogos em geral.
Em 2010, no alto da Grande Recessão, Bain foi demitido de seu emprego. O momento coincidiu com o lançamento da versão beta de World of Warcraft: Cataclysm, e ele produziu vídeos comentando enquanto jogava, esperando receber dinheiro através do sistema de publicidade e propaganda do YouTube. Nas semanas seguintes, a popularidade dos seus vídeos aumentou rapidamente. Um comentarista de StarCraft 2, Mike Lamond (na época conhecido como HuskyStarcraft), o convidou para a rede de canais de jogos no YouTube The Game Station.
Em 2012, Bain fez parceria com a Sony Online Entertainment para participar da E3, apresentando um show onde participantes da E3 jogaram PlanetSide 2 na cabine da Sony.

### Câncer e morte
Em abril de 2014, Bain anunciou ter uma massa pré-maligna em seu cólon, os primeiros indícios de um câncer colorretal, doença que dois de seus avós também tiveram. Dentro de um mês, Bain revelou que o câncer já havia se espalhado, e que havia começado a realizar quimioterapia.
Em abril de 2015, Bain relatou resultados de uma tomografia apresentando uma remissão completa do câncer. Entretanto, em outubro de 2015, uma nova tomografia revelou que apesar do câncer colorretal ter sido eliminado, o mesmo havia sofrido metástase para seu fígado, situação que foi definida como inoperável e com seus médicos dando-lhe de dois a três anos de expectativa de vida restante. Após estas notícias, Bain anunciou o fim de seu time de Esports, Axiom.
Em 23 de setembro de 2016, Bain relatou que seu câncer havia sofrido mutação, e um tratamento aplicado havia encolhido seu tumor no fígado em mais de 50%, de 5cm para 2cm.
Em outubro de 2017, Bain particiou do H3 Podcast, durante o qual discutiu a situação de seu câncer. Ele descreveu sua condição como "estável" (significando que o câncer ainda estava presente, mas não se espalhando), e que era um câncer em estágio IV.
Em abril de 2018, Bain foi hospitalizado com extrema dor nas costas causada pela volta do crescimento do câncer, que passou a aplicar pressão em sua coluna. Enquanto participava de um tratamento experimental para conter a propagação, os médicos descobriram que o câncer havia se tornado muito resistente aos medicamentos, tornando quimioterapia convencional ineficaz; ele também foi informado que seu fígado estava falhando. Os médicos o transferiram para cuidados paliativos com a opção de retornar o tratamento clínico se algum tratamento experimental compatível com o estado de seu fígado se tornasse disponível. Por conta disso, ciente de que não teria muito tempo de vida restante, Bain anunciou que se afastaria completamente da produção de conteúdo, afirmando que não estava mais em condições de manter um nível de trabalho que consideraria satisfatório para si mesmo e para os seus fãs. Bain planejou continuar o podcast em que participava com sua esposa Genna, com planos para que ela continuasse o trabalho em caso de sua eventual morte.
Em 24 de maio de 2018, Genna anunciou que Bain entrou em um coma hepático e morreu.

## Popularidade na Internet
A maior fonte de publicidade de Bain vinha de seu canal no YouTube, onde publicava o que descrevia como "conteúdo variado sobre jogos", fazendo parte de uma rede de canais do YouTube sobre jogos eletrônicos. Sua série de vídeos mais popular era a "WTF is...?" ("O que diabos é...?"), uma série de primeiras impressões sobre jogos. Ele foi chamado de "um campeão dos jogos indies" por Will Porter, um crítico da Eurogamer. O mesmo crítico sugeriu que parte da popularidade de Bain se devia ao seu tom de voz "demonstrar autoridade", enquanto que o próprio Bain acreditava que sua sinceridade e personalidade eram as chaves de seu sucesso. Antes de morrer, em maio de 2018, o canal de Bain possuía mais de 2.2 milhões de assinantes.
TotalBiscuit foi o curador mais popular do Steam por muitos anos, com mais de 800.000 seguidores na época de sua morte. Por causa de sua popularidade, em 2017 a Valve, dona do Steam, convidou Bain e Jim Sterling para sua sede para ajudar a discutir sobre como melhorar as ferramentas de busca e descobrimento de jogos da loja.
Além de sua série "WTF is...?", entre 30 de outubro de 2012 e 15 de julho de 2016, Bain apresentou o programa "Content Patch", no qual ele discutia novidades, notícias e comentários sobre o mundo dos jogos. Bain também organizava e participava do "The Game Station Podcast", e apresentava o "Co-optional Podcast", onde discutia sobre jogos e notícias relacionadas. O podcast era apresentado ao vivo toda terça-feira em seu canal do Twitch.
Em 2016, a Twitch adicionou o emoji "LUL" baseado na imagem de Bain sorrindo, se tornando um dos mais populares da plataforma.
Em 09 de setembro de 2018, a Blizzard Entertainment criou um pacote comemorativo em homenagem a Bain, com todo o lucro das vendas sendo enviados para Genna e o filho do casal, Orion.

## Defesa do consumidor
Em outubro de 2013, o Wild Games Studio fez uma reivindicação de direitos autorais contra um vídeo contendo críticas negativas sobre seu jogo Day One: Garry's Incident, resultando no vídeo sendo removido do YouTube apesar do estúdio ter fornecido a Bain uma cópia do jogo para avaliação e o uso de material protegido por direitos autorais apenas para críticas e avaliações ser permitido por fair use. O vídeo de Bain em resposta ao caso atraiu atenção da imprensa e gerou ainda mais críticas contra o Wild Games Studio, que retratou o pedido de remoção original.
Em julho de 2014, uma discussão sobre ética de canais de jogos no YouTube foi inicada como resultado de uma enquete que revelou que alguns vloggers receberam compensação financeira de desenvolvedoras ou publicadoras em troca de gravarem vídeos sobre seus jogos. Em resposta à discussão, Bain anunciou no Twitter que iria "claramente anunciar vídeos promocionais em uma tela de abertura no início de seus vídeos". Avisos anteriores apareciam apenas no campo de descrição dos vídeos, mas Bain sentiu que isso não era mais suficiente porque vídeos do YouTube que eram embutidos ou que eram abertos com certos aplicativos omitiam essas informações.
Em conjunto com seu canal de curador do Steam, Bain fundou o grupo de curadores "Framerate Police", com a intenção de analisar jogos que supostamente foram travados em 30 frames por segundo e descobrir se um frame rate maior era possível, já que jogos com mais frame rates geralmente possuem maior qualidade visual e são mais responsivos aos controles do jogador. Sobre o propósito do grupo, Bain afirmou que "uma das maiores frustrações das pessoas era quando um jogo os prevenia de obter melhor desempenho do que seu hardware era capaz de fornecer, por causa de limitações arbitrárias dentro do próprio software, e uma das limitações mais óbvias e chocantes que possui um grande impacto na jogabilidade de um jogo, é uma limitação de 30 frames por segundo (ou menos)."
Em outubro de 2014, enquanto pontos de venda tradicionais de jogos não conseguiram obter early access para o jogo Middle-earth: Shadow of Mordor, Bain revelou que YouTubers foram oferecidos early access em troca de concordar em assinar um contrato restritivo no qual eram obrigados a criticá-los positivamente. As regras da Comissão Federal de Comércio exigem que acordos pagos no YouTube sejam divulgados.
Bain se envolveu na controversia Gamergate depois de descobrir que um YouTuber havia recebido um aviso de DMCA para um vídeo discutindo sobre Zöe Quinn, argumentando que remover o vídeo causaria outro caso do efeito Streisand, recebendo críticas no Twitter após este episódio. Posteriormente, Bain discutiu sobre preocupações éticas e profissionais relevantes à imprensa dos jogos, e afirmou acreditar que muitas das preocupações éticas levantadas durante a controvérsia eram válidas ou mereciam ser abordadas. Bain afirmou que o assédio associado com a Gamergate era resultado de indivíduos querendo provocar conflito entre as pessoas envolvidas. Bain entrevistou Stephen Totilo do Kotaku sobre a controvérsia em geral, e especificamente sobre as preocupações de seus apoiadores em relação à ética e ao profissionalismo do Kotaku.
Em 3 de abril de 2017, a Gearbox Software anunciou uma parceria com a G2A para edições exclusivas de colecionador de Bulletstorm: Full Clip Edition, que seriam criadas e vendidas pela G2A. Bain criticou o acordo, citando a cobertura negativa da imprensa sobre a G2A, assim como acusações feitas contra a empresa, e ameaçando não cobrir Bulletstorm ou qualquer outro jogo da Gearbox, a não ser que a Gearbox cancelasse o acordo. Em 6 de abril de 2017, um dia antes da data prevista de lançamento de Bulletstorm: Full Clip Edition, a Gearbox publicou uma lista de ultimatos feita junto com Bain para que a G2A aceitasse, ou então cancelaria o acordo. Os ultimatos focaram no serviço Shield da G2A, uma API aberta para desenvolvedores de jogos, e no sistema de pagamentos da loja. No dia seguinte, a Gearbox anunciou publicamente que estava cancelando sua cooperação com a G2A, devido à falta de resposta sobre os ultimatos. A G2A respondeu em 10 de abril de 2017, afirmando que "todos os pedidos feitos para a G2A.com na lista de ultimatos são, de fato, parte da nossa loja há muito tempo", e atribuiu os problemas ao desconhecimento de como a G2A operava sua loja por parte de Bain e da Gearbox.

## Patrocínios
Em fevereiro de 2012, Bain anunciou que iria patrocinar o jogador "BlinG" do Team Dignitas, dizendo: "A comunidade de StarCraft me ajudou muito, e em troca eu tive a oportunidade de ajudar com o SHOUTcraft Invitational. Agora é a hora de dar um passo adiante e apoiar diretamente um talento britânico que eu acredito ter o potencial de ser um dos melhores estrangeiros do mundo."

### Team Axiom
Em agosto de 2012, Bain ofereceu patrocínio para o jogador "CranK", um ex-jogador do time SlayerS, para competir no MLG Pro Circuit 2012-Summer Championship.
Em 26 de setembro de 2012, Bain e sua esposa Genna anunciaram a criação do Team Axiom, com Bain e HuskyStarcraft como patrocinadores. O grupo se uniu com o Team Acer para formar o time Axiom-Acer e participar na GOMTV Global StarCraft II Team League.
Em 15 de outubro de 2015, Bain anunciou o fim do Team Axiom devido ao retorno de seu câncer e à recente falta de sucesso do time.

## Prêmios
- um dos vice-campeões do Golden Joystick de 2012, na categoria "Melhor Jogador YouTuber"[52]
- reconhecido em vários sites de jogos proeminentes, incluindo Technorati e Eurogamer[53][54]
- em 2012, foi vencedor do Battle Royale organizado pelo King of the Web e doou seu prêmio para uma organização sem fins lucrativos[55]
- em 2014, foi um dos nomes da MCV Magazine's Brit List[3]
- nomeado para um Shorty Awards na categoria "Best of Social Media"[56]
- em 5 de dezembro de 2014, recebeu o prêmio "Escolha dos Fãs" do The Game Awards na categoria Trending Gamer[57]
- em 2018, a ESL o colocou na sua Esports Hall of Fame como o primeiro não jogador[58][59]

## Ligações Externas
- Canal de TotalBiscuit no YouTube
- John Bain. no IMDb.